# 23071 Тіналю
23071 Тіналю (23071 Tinaliu) — астероїд головного поясу, відкритий 7 грудня 1999 року.
Тіссеранів параметр щодо Юпітера — 3,284.